# William Soutar
William Soutar (né le 28 avril 1898 à Perth, en Écosse et mort le 15 octobre 1943) est un poète écossais connu pour ses épigrammes.

## Biographie
William Soutar est né à Perth, en Écosse, fils unique du menuisier John Soutar et de Margaret Smith. Il a fréquenté la Southern District School à Perth avant d'entrer dans la Perth Academy.
Il commença à étudier la médecine à l'université d'Édimbourg en 1919 mais il n'excellait pas dans ce domaine. Il contribua cependant au magazine étudiant.

## Œuvres principales
- (en) Gleanings by an Undergraduate, Paisley, Alexander Gardner, 1923
- (en) Brief Words. One Hundred Epigrams, Édimbourg/Londres, The Moray Press, 1935
- (en) Seeds in the Wind, Poems in Scots for Children, Londres, Andrew Dakers, 1943
- (en) Diaries of a Dying Man, Édimbourg, Canongate Press, 1954  (ISBN 0-86241-347-8) (une courte sélection)
- (en) The Collected Poems of William Soutar, éd. Hugh MacDiarmid, Londres, Andrew Dakers, 1948
- (en) Poems of William Soutar: a New Selection, éd. W. R. Aitken, Édimbourg, Scottish Academic Press, 1988  (ISBN 0707305543)
- (en) The Diary of a Dying Man, Édimbourg, Chapman, 1991  (ISBN 0906772311)
- (en) At the Year's Fa': Selected Poems in Scots and English, Perth, Perth & Kinross Libraries, 2001  (ISBN 0905452356)